# Sint-Martinuskerk (Wirdum)
De Sint-Martinuskerk is een kerkgebouw in Wirdum in de Nederlandse provincie Friesland.

## Beschrijving
De kerk was oorspronkelijk gewijd aan de heilige Martinus. De kerk met tufsteen uit de 12e eeuw werd in de 13e eeuw verbouwd en had een toren aan de westzijde. In de 14e eeuw werd het kerkgedeelte aan de zuidzijde vervangen door een toren, die in in 1806 werd beklampt. De toren van tufsteen aan de westzijde werd in de 17e eeuw gesloopt. De kerk is een rijksmonument. Het orgel was oorspronkelijk uit 1688 en gemaakt door Jan Harmens. Het werd in 1790 grotendeels vernieuwd door Lambertus van Dam. Er staan vier herenbanken.

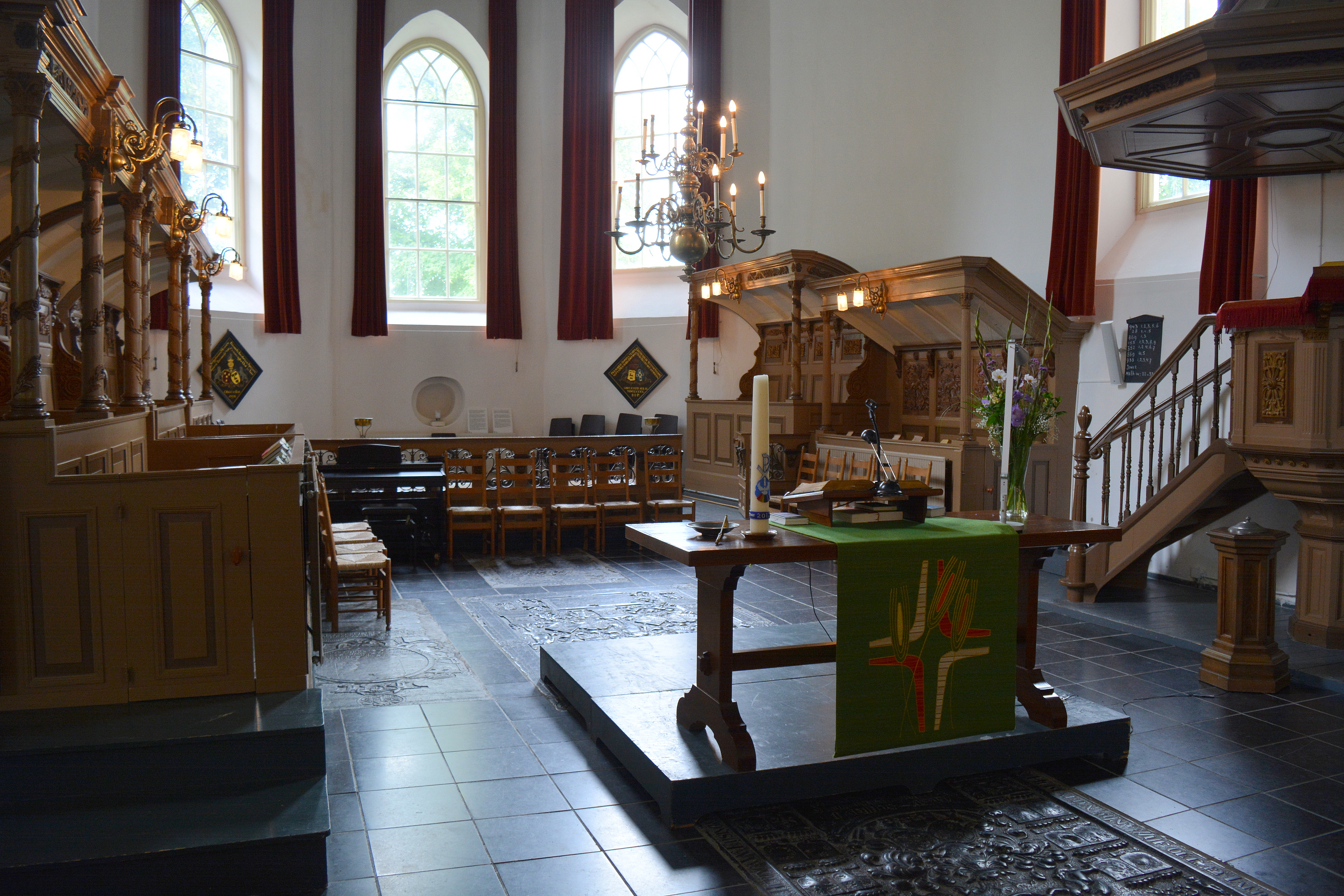
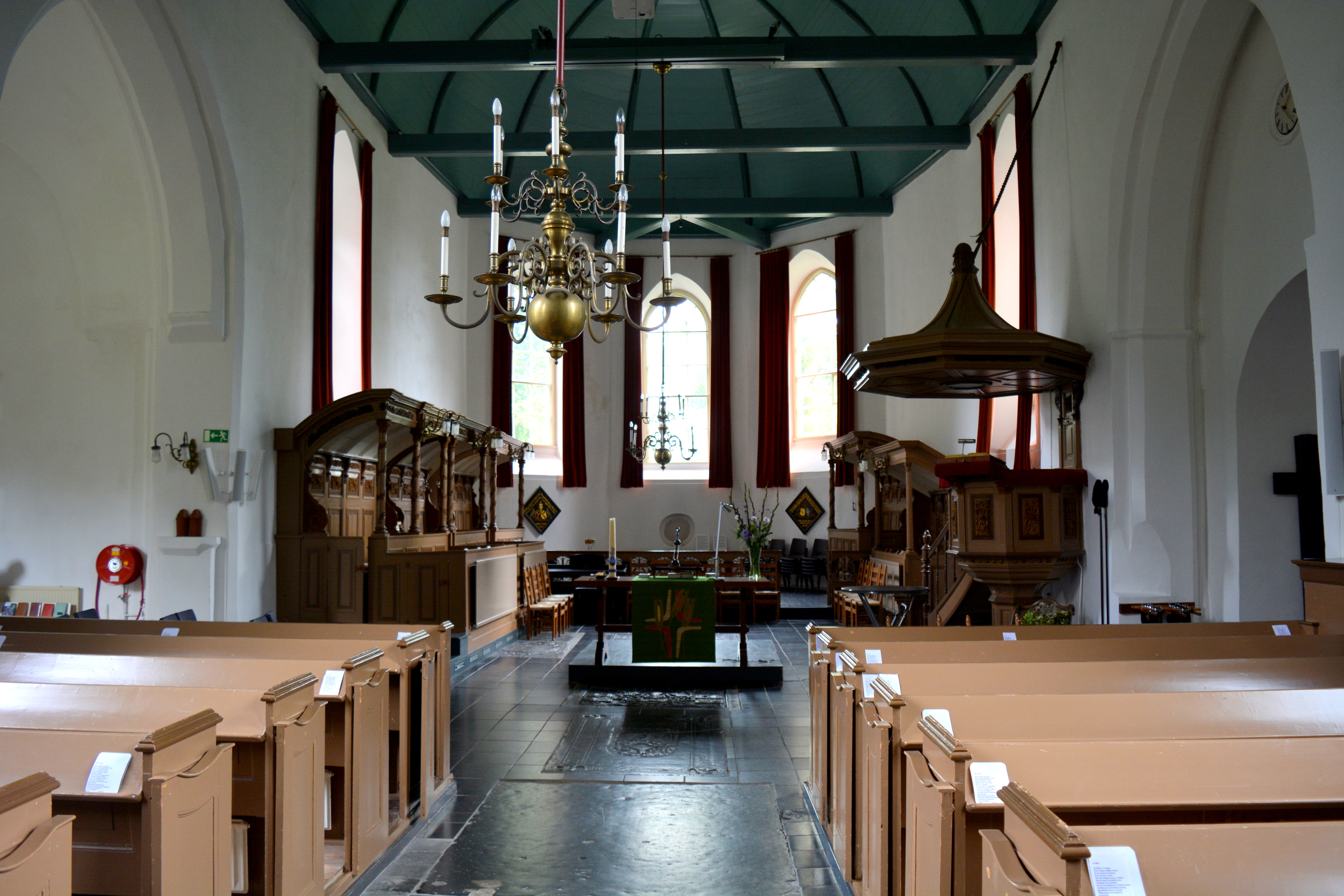

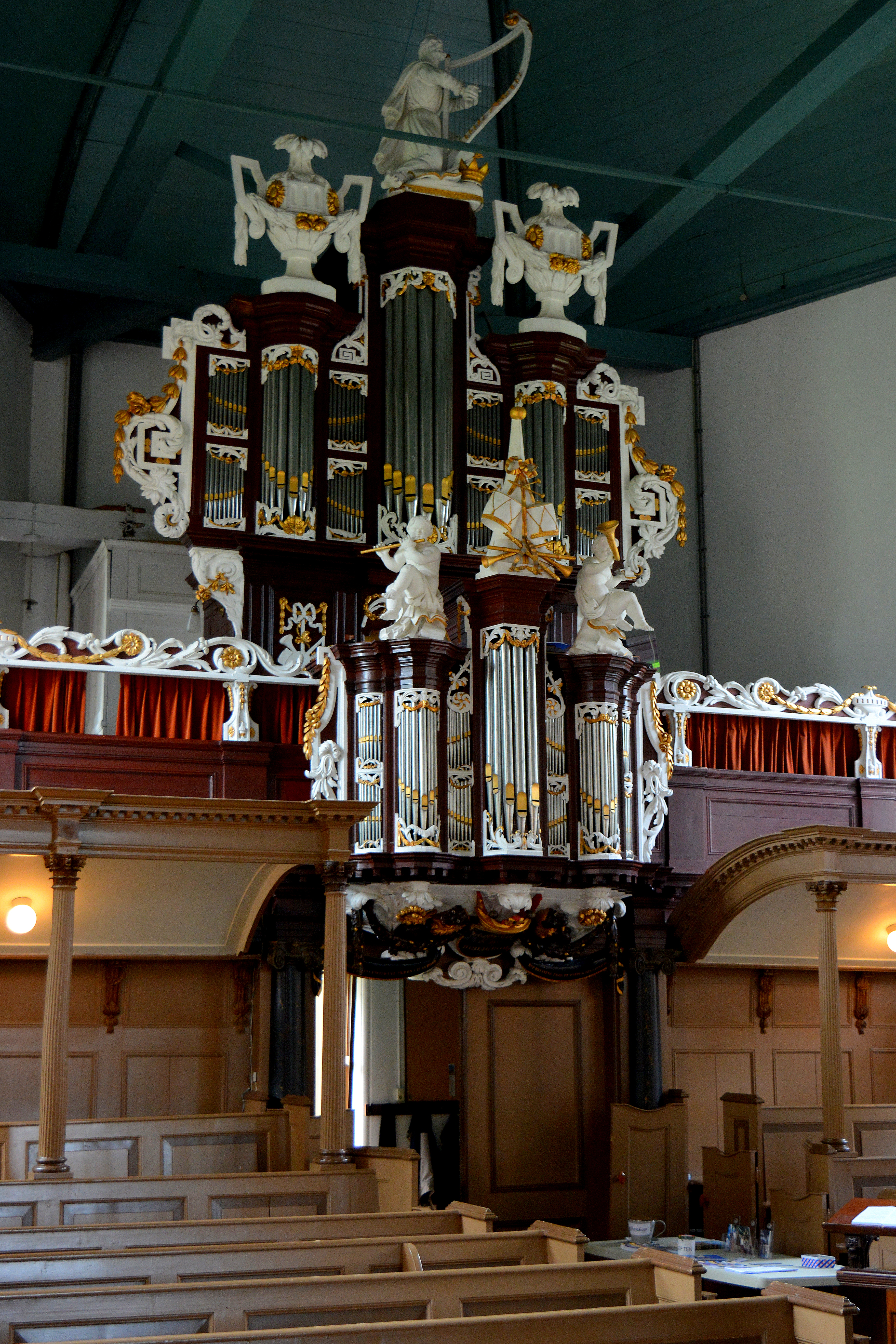
Orgel
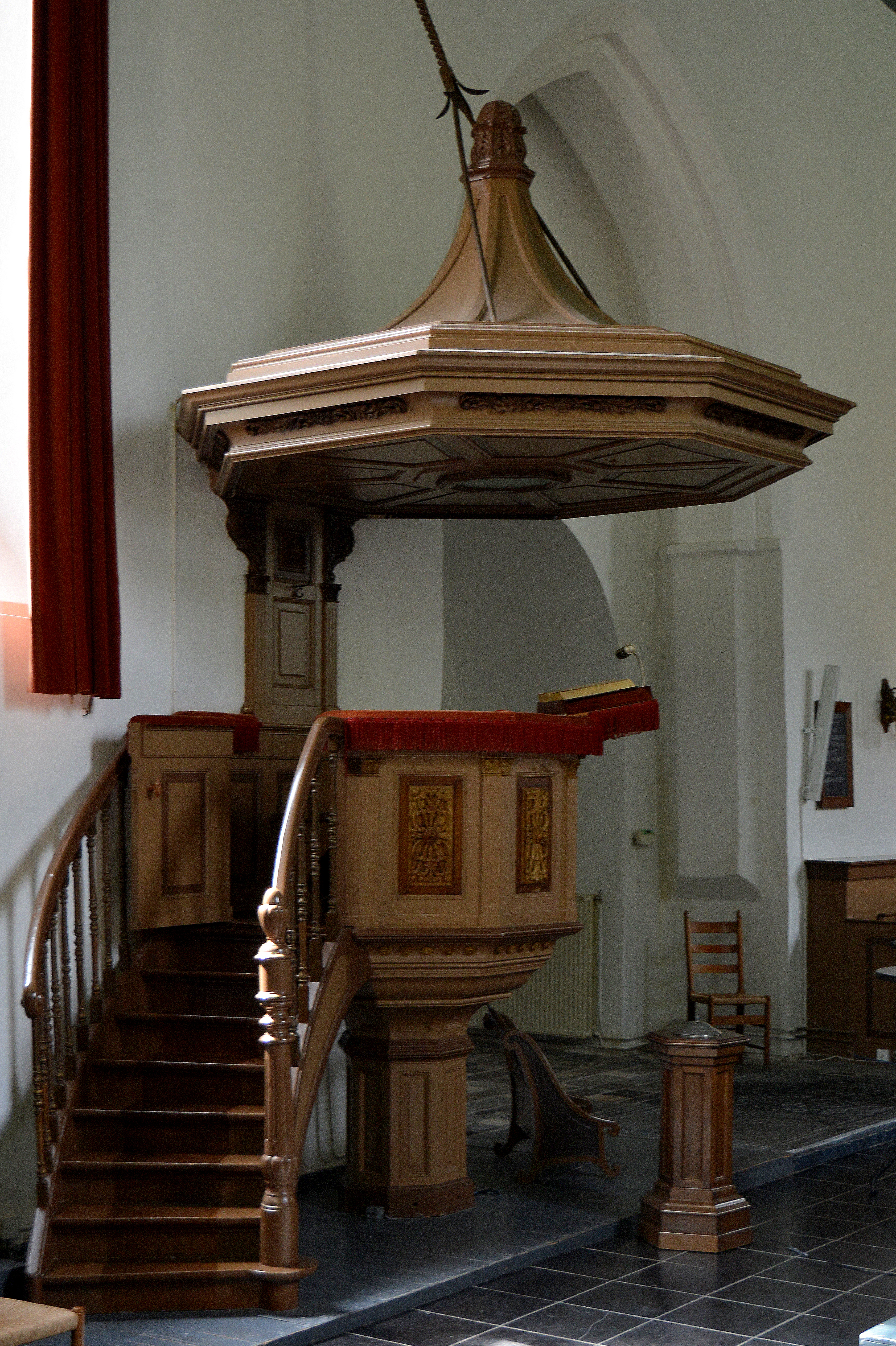
Preekstoel